# Rehm-Flehde-Bargen
Rehm-Flehde-Bargen település Németországban, Schleswig-Holstein tartományban. Lakosainak száma 550 fő (2023. december 31.).

## Népesség
A település népességének változása:
| Lakosok száma | 639  | 511  | 508  | 533  | 555  | 550  |
|               | 1975 | 2017 | 2019 | 2021 | 2022 | 2023 |